# Стэнтон, Джанкарло
Джанкарло Стэнтон — американский бейсболист-профессионал. Играет на позиции аутфилдера — игрока, занимающего оборонительную позицию во внешнем поле. Имеет ирландские, афроамериканские и пуэрто-риканские корни.